# 石作神社 (岐南町)
石作神社（いしづくりじんじゃ）は、岐阜県羽島郡岐南町にある神社。

## 概要
式内社である。
延喜式神名帳に記載されている石作神社は6社存在し、そのうち尾張国に4社が存在していたという。羽島郡岐南町の石作神社は尾張国葉栗郡の石作神社に該当する。

## 概略
社伝によると、承和6年（839年）の創建という。別の説として927年（延長5年）創建という。尾張国に勢力を持っていた石作連（やざこむらじ）（石作氏）が祖先を祭った神社という。石作連は石棺や石材を造っていた石工の集団という説もある。石作神社に伝わる説では、石作連と尾張氏は同じ祖先とされており、尾張氏が創建した可能性もある。
江戸時代は「石作大明神」と称されていたという。
1870年（明治3年）に元の石作神社に改称し、1873年（明治6年）に郷社になる。
1997年（平成9年）、国道21号（岐大バイパス）の改良工事のため、境内の一部を売却。売却費で社殿などの改築、境内の整備を行う。

## 祭神
建真利根命
建真利根命は天照大神の孫である天火明命から6代目の子孫という。垂仁天皇の皇后日葉酢媛命の石棺を作って献上したと伝えられる。

## 所在地
- 岐阜県羽島郡岐南町三宅9丁目
  - 住所変更前の住所は、岐阜県羽島郡岐南町三宅木瀬